# Chapelle Redemptoris Mater
La chapelle Redemptoris Mater (en français Pour la Mère du Rédempteur), anciennement connue sous le nom Chapelle Matilde, est une chapelle catholique, qui se trouve au deuxième étage du palais apostolique au Vatican. Située juste en dehors des portes des appartements pontificaux, le sanctuaire est remarquable pour ses mosaïques diverses similaires à celles des œuvres d'art religieux du début de l'époque byzantine et est réservé à l'usage exclusif du pape.
Le coût des rénovations de la chapelle est un cadeau du Collège des cardinaux
pour commémorer les 50 ans de l'ordination du pape Jean-Paul II, en 1996.
L'actuel prédicateur de la Maison pontificale, Frères mineurs capucins, Raniero Cantalamessa préside souvent les homélies dans la chapelle, qui était parfois utilisée par le pape Benoît XVI.

## Histoire
La chapelle est d'abord appelée Chapelle Matilde mais est renommée à la demande du Pape Jean-Paul II, en 1987, pour les 50 ans de son ordination sacerdotale. Les travaux de rénovation de la chapelle commencent à la fin 1996 : elle est consacrée par le pape Jean-Paul II, le 14 novembre 1999.
L'auteur du programme iconographique des mosaïques de la chapelle est devenu le professeur de théologie russe Oleg Oulianov.
Le premier des quatre murs est rénové par un artiste russe orthodoxe Alexandre Kornooukhov : il s'agit d'une représentation traditionnelle de la Mère de Dieu et de la Sainte Trinité (Théotokos) comme elle est souvent représentée dans les églises orthodoxes orientales. Les trois autres murs sont décorés de façon plus moderne avec diverses scènes bibliques, et fini par le prêtre Marko Ivan Rupnik, un jésuite slovène. Une grande mosaïque représente la Vierge Marie en tant que Mère du Rédempteur sur le mur central, demandée et admirée par le pape Jean-Paul II,.
L'une des caractéristiques notables de la chapelle se trouve en la niche sur le côté de la chapelle où le pape s'assoit caché avec son secrétaire, tandis que le reste des évêques et des cardinaux, membres de congrégation sont assis à la vue.
En 2005, le Saint-Siège, avec l'aide financière des Chevaliers de Colomb, a publié sur Internet une visite en 3D panoramique de la chapelle.
La chapelle Redemptoris Mater a également servi d'inspiration pour la chapelle des Chevaliers de Colomb, à New Haven, dans l'État du Connecticut, aux États-Unis. Le Chevalier suprême des Chevaliers de Colomb, Carl A. Anderson, a invité Marko Ivan Rupnik, le créateur des mosaïques originales de la chapelle à réaliser les mêmes pour l'organisation fraternelle. 